# 麥可·派瑞
麥可·凱文·派瑞（英語：Michael Kevin Paré，1958年10月9日—），美國男演員和廚師。較著名的作品如電影《叛逆狂熱》（1983年）、《叛逆狂熱2》（1989年）、《狠將奇兵》（1984年）、《消失的1943》（1984年）、《霹靂雄鷹》（1990年）、《下流正義》（2011年）和《慕色拉行動》（2016年）。
他時常出演烏維·波爾的作品，如《吸血萊恩》（2009年）、《惡種》（2007年）、《恐怖份子樂園》（2007年）、《極地戰豪》（2009年）、《怒火狂殺》（2009年）及《華爾街肖狼》（2013年）等。
2012年，派瑞因《通向地獄之路》而贏得了PollyGrind影展演技獎最佳男主角。

## 早期生活
麥可·派瑞出生於紐約市布魯克林區，母親瓊（Joan）是家庭主婦，父親法蘭西斯·派瑞（Francis Paré）則擁有一間印刷店。他有六個姐妹和三個兄弟。派瑞是法裔加拿大人，而母親是愛爾蘭人。他的父親在派瑞5歲時死於白血病，留下他的母親撫養一家人。
派瑞在紐約市擔任廚師時遇到了名為伊薇特·比科夫（Yvette Bikoff）的人才中介，對方說服他到影視圈參與演出。

## 外部連結
- 麥可·派瑞在互联网电影资料库（IMDb）上的資料（英文）
- AllRovi上的麥可·派瑞